# Indoreonectes evezardi
Indoreonectes evezardi är en fiskart som först beskrevs av Francis Day 1872.  Indoreonectes evezardi ingår i släktet Indoreonectes och familjen grönlingsfiskar. IUCN kategoriserar arten globalt som livskraftig. Inga underarter finns listade i Catalogue of Life.